# 221 î.Hr.

## Evenimente
- Antigonus al III-lea moare in timpul unei bătăli împotriva ilirilor, și este succedat de fiul său, Filip al V-lea la tronul Macedoniei.

## Nașteri
- dată necunoscută: Eumenes al II-lea  (d. 159 î.Hr.)

## Decese
- Antigonus al III-lea Dosom, rege al Macedoniei (n.c. 263 î.Hr.)